# François-Xavier Fumu Tamuzo
François-Xavier Fumu Tamuzo (Auxerre, 3 aprile 1995) è un ex calciatore francese, di ruolo centrocampista.

## Caratteristiche tecniche
È un centrocampista difensivo.

## Carriera

### Club
Cresciuto nel settore giovanile dell'Auxerre, ha esordito in prima squadra il 9 maggio 2014 in occasione dell'incontro di Ligue 2 vinto 2-0 contro l'Arles. È rimasto fra le file del club biancoazzurro fino al 2018, dopodiché ha trascorso i due successivi anni in terza divisione con le maglie di Quevilly-Rouen e AS Béziers.
Il 3 agosto 2020 si è trasferito in Portogallo, firmando con il Marítimo.
Il 26 aprile 2024 annuncia il proprio ritiro dall'attività agonistica adducendone come causa gli effetti avversi dal vaccino anti-COVID-19.

### Nazionale
Nel 2014 ha giocato 2 partite con la nazionale francese Under-20.

## Palmarès

### Club

#### Competizioni nazionali
- Championnat National: 1

Laval: 2021-2022